# Codeină
Codeina, numită și metilmorfină, este un alcaloid natural din opiu. Concentrația sa în extractul de opiu (meconat) variază între 0,7% și 2,5%. Sinteza industrială a codeinei se face prin O-metilarea morfinei. Are proprietăți analgezice mult mai slabe decât morfina, dar este mai avantajoasă decât aceasta în privința acțiunii antitusive și antidiareice.Codeina se poate elibera și fără prescripție medicală în Nurofen plus,Codamin p și alte medicamente.

## Farmacologie
Dintre toți receptorii pentru opioide, codeina are cea mai mare afinitate pentru receptorii µ (miu), subtipul µ2 (responsabili de efectul antitusiv). Legarea la subtipul µ1, ceva mai slabă, este responsabilă pentru efectele analgezice.
Este metabolizată în ficat la 6-glucuronid-codeină prin conjugare cu acid glucuronic în proporție de 80%. Restul trece în norcodeină (2%), morfină (0,5%), 2-glucuronid-morfină (2%), 6-glucuronid-morfină (0.8%) și normorfină (2.5%). Transformarea în morfină și implicit în 6-glucuronid-morfină, metabolitul cel mai activ, este o reacție de O-dealchilare (O-demetilare) catalizată de enzima CYP2D6 a citocromului P450. La un segment al populației albe de circa 6-10%, enzima CYP2D6 este fie prost tradusă, fie deficitară, astfel încât codeina este aproape lipsită de efecte analgezice. Tot acest fenomen stă la baza diminuării efectului analgezic al codeinei de către substanțe care inhibă această enzimă, ca antidepresivele fluoxentin și citalopram.
Există și variații genetice ale CYP2D6 care, prin metabolizare intensă, produc la doze "antitusive" de codeină cantități de 3-12 ori mai mari de morfină. S-a raportat un caz care a prezentat oprire respiratorie din această cauză.

## Utilizare medicală

### Căi de administrare
Cel mai frecvent se administrează oral, sub formă de săruri de codeină: sulfat sau fosfat. Este inclusă în multe combinații alături de paracetamol, aspirină și alte antiinflamatoare nonsteroidiene, deoarece în aceste asocieri componentele își potențează reciproc efectul analgezic.

### Indicații
- Tuse fără expectorație. În prezent codeina se folosește doar la cazurile rebele și foarte grave.
- Diaree
- Dureri moderate sau severe

### Contraindicații
- Sensibilitate la codeină sau la alte opiacee
- Insuficiență respiratorie
- Insuficiență hepatică, renală, cardiacă
- Nu se admnistrează la sportivi, deoarece pozitivează testele de dopaj
- Femei care alăptează
- La gravide se impune prudență, este mai bine să fie evitată
- La copii sub 5 ani poate produce convulsii

### Efecte adverse
- Sedare
- Greață, vărsături
- Constipație
- La doze mari sau la copii există riscul de deprimare respiratorie, până la stop respirator
- Rezistență (diminuarea efectelor odată cu administrarea de doze din ce în ce mai mari pe timp îndelungat). Dependența este posibilă, însă riscul este mult mai mic decât la morfină.

### Interacțiuni
- efectul deprimant al codeinei este potențat de fenotiazine, antidepresive triciclice, sedative hipnotice, alcool. Codeina potențează analgezicele, efectele codeinei sunt scăzute de caolin (scade absorbția)
- modifică testele de laborator: crește concentrațiile serice ale LDH, amilazei, lipazei, TGO, TGP

## Statut legal
- În România: drog de mare risc (tabelul II din Legea nr 143/2000 privind combaterea traficului si consumului ilicit de droguri)
- Internațional: Lista galbenă a Single Convention on Narcotic Drugs: http://www.incb.org/pdf/e/list/yellow.pdf Arhivat în 26 martie 2006, la Wayback Machine..